# Apamea kunashirina
Apamea kunashirina är en fjärilsart som beskrevs av Felix Bryk 1942. Apamea kunashirina ingår i släktet Apamea och familjen nattflyn. Inga underarter finns listade i Catalogue of Life.